# Виборчий округ 220
Виборчий округ 220 — виборчий округ в місті Києві. В сучасному вигляді був утворений 28 квітня 2012 постановою ЦВК №82 (до цього моменту існувала інша система виборчих округів). Окружна виборча комісія цього округу розташовується в будівлі загальноосвітньої санаторної школи-інтернату №19 за адресою м. Київ, вул. Білицька, 55.
До складу округу входить Подільський район. Виборчий округ 220 межує з округом 218 на заході, на північному заході і на півночі, з округом 217 на північному сході, з округом 214 на сході, з округом 221 на південному сході та з округом 223 на півдні і на південному заході. Виборчий округ №220 складається з виборчих дільниць під номерами 800633-800701, 801083-801085, 801087 та 801093-801095.

## Народні депутати від округу
| Ім'я                                  | Фото | Партія         | Скликання | Дата набуття повноважень | Дата припинення повноважень |
| ------------------------------------- | ---- | -------------- | --------- | ------------------------ | --------------------------- |
| Чорноволенко Олександр Віленович      |      | Батьківщина    | 7-ме      | 12 грудня 2012           | 27 листопада 2014           |
| Константіновський Вячеслав Леонідович |      | Народний фронт | 8-ме      | 27 листопада 2014        | 29 серпня 2019              |
| Бондар Ганна Вячеславівна             |      | Слуга народу   | 9-те      | 29 серпня 2019           |                             |

## Результати виборів

### Парламентські

#### 2019
Кандидати-мажоритарники:
- Бондар Ганна Вячеславівна (Слуга народу)
- Окопний Олексій Юрійович (Європейська Солідарність)
- Лещенко Сергій Анатолійович (самовисування)
- Дідовець Юрій Вікторович (самовисування)
- Арканова-Чорна Ольга Юріївна (Опозиційна платформа — За життя)
- Мондриївський Валентин Миколайович (УДАР)
- Подоляк Михайло Степанович (Свобода)
- Гольдарб Максим Юрійович[ru] (самовисування)
- Міщенко Олексій Васильович (самовисування)
- Корвін-Піотровський Антон Олексійович (самовисування)
- Кармазіна Тетяна Віталіївна (самовисування)
- Козленко Олександр Іванович (Єдність)
- Кожанов Юрій Олексійович (самовисування)
- Шпаков Володимир Володимирович (Патріот)

#### 2014
Кандидати-мажоритарники:
- Константіновський Вячеслав Леонідович (Народний фронт)
- Гордон Дмитро Ілліч (самовисування)
- Фіщенко Іван Дмитрович (Блок Петра Порошенка)
- Дідовець Юрій Вікторович (Радикальна партія)
- Кочерга Олег Анатолійович (Сила людей)
- Савченко Олександр Володимирович (Ми Українці)
- Попов Володимир Станіславович (Опозиційний блок)
- Вейдер Дарт Віталійович (самовисування)
- Дегрік Альона Володимирівна (Сильна Україна)
- Погорелий Михайло Анатолійович (Партія зелених України)
- Балабан Іван Костянтинович (Зелена планета)
- Гончар Олена Олегівна (самовисування)
- Коннов Сергій Володимирович (Мерітократична партія України)
- Кравченко Сергій Павлович (Національна демократична партія України)
- Панамарчук Геннадій Володимирович (самовисування)
- Журба Сергій Олександрович (самовисування)
- Павлюк Василь Іванович (самовисування)
- Хандурін Микола Іванович (самовисування)
- Агій Іван Іванович (самовисування)
- Пилипенко Олександр Максимович (самовисування)
- Удот Олександр Ігорович (самовисування)
- Гришечкін Вячеслав Васильович (Ліберальна партія України)
- Верман Сергій Вікторович (самовисування)

#### 2012
Кандидати-мажоритарники:
- Чорноволенко Олександр Віленович (Батьківщина)
- Фіщенко Іван Дмитрович (УДАР)
- Міронов Валерій Євгенійович (самовисування)
- Балабан Іван Костянтинович (Народна ініціатива)
- Арканова-Чорна Ольга Юріївна (Партія регіонів)
- Дідовець Юрій Вікторович (самовисування)
- Задніпряний Юрій Анатолійович (самовисування)
- Вельгус В'ячеслав Іванович (Комуністична партія України)
- Миронов Валерій Анатолійович (самовисування)
- Тімченко Катерина Василівна (Радикальна партія)
- Уманець Анатолій Опанасович (самовисування)
- Семак Світлана Петрівна (Партія зелених України)
- Семаш Володимир Адамович (Наша Україна)
- Лук'янюк Микола Володимирович (самовисування)
- Романенко Євген Олександрович (Україна — Вперед!)
- Василенко Олександр Володимирович (самовисування)
- Козьменко Святослав Любомирович (самовисування)
- Цибулько Володимир Миколайович (самовисування)
- Школьний Вячеслав Олександрович (Солідарність жінок України)
- Чорний Микола Миколайович (самовисування)
- Поміркований Леонід Олексійович (самовисування)
- Лясота Станіслава Андріївна (Мерітократична партія України)
- Охріменко Олексій Васильович (Молода Україна)
- Федорченко Ганна Григорівна (Молодіжна партія України)
- Меленівська Наталія Василівна (самовисування)
- Вихристюк Олексій Анатолійович (самовисування)
- Христинюк Світлана Вікторівна (самовисування)
- Древицький Андрій Юрійович (Народний порядок)
- Слабунов Володимир Анатолійович (самовисування)

## Явка
Явка виборців на окрузі: